# TNA World Tag Team Championship
Die TNA World Tag Team Championship ist ein Tag Team Wrestling-World-Titel der US-amerikanischen Promotion Total Nonstop Action Wrestling (TNA). Eingeführt am 14. Mai 2007, nachdem TNA die Rechte für die NWA World Tag Team Championship entzogen worden sind, wird der Titel nur innerhalb der Tag Team-Division vergeben. Wie im Wrestling allgemein üblich erfolgt die Vergabe nach einer zuvor bestimmten Storyline.

## Geschichte
Die Impact Tag Team Championship wurde am 13. Juni 2007 als Ersatz für die bisher verwendete NWA World Tag Team Championship eingeführt. Diese wurden seit der Gründung von TNA im Mai 2002 als höchste Tag-Team-Titel der Liga geführt. Da jedoch die Titelverteidigungen in den NWA-Territorien, also außerhalb von TNA Shows im Laufe der Zeit immer seltener wurden, entschloss sich die National Wrestling Alliance den auslaufenden Vertrag mit TNA im Mai 2007 nicht mehr zu verlängern. Dadurch ging auch der NWA World Tag Team Championship wieder in die Kontrolle der NWA über.
Die Zusammenarbeit endete am 13. Mai 2007 und noch am selben Tag wurden dem damaligen Titelträgern Team 3D vom NWA Komitee die Titel aberkannt und für vakant erklärt. TNA präsentierte ebenfalls an diesem Tag die neu geschaffenen TNA World Tag Team Titles und Team 3D wurden automatisch zu den ersten TNA World Tag Team Champions erklärt.

## Rekorde
| Rekord                                    | Rekordhalter                            | Einheit                        |
| ----------------------------------------- | --------------------------------------- | ------------------------------ |
| Meiste Titelregentschaften – Tag Team     | Beer Money Inc. und The Wolves          | je 5-mal                       |
| Meiste Titelregentschaften – Einzelperson | James Storm und Eddie Edwards           | je 7-mal                       |
| Längste Titelregentschaften – Insgesamt   | Ortiz & Santana (LAX)                   | 662 Tage (in 4 Regentschaften) |
| Längste Regentschaft                      | Josh Alexander & Ethan Page (The North) | 380 Tage                       |
| Kürzeste Regentschaft                     | Kaz und Eric Young/Super Eric           | < 1 Tag                        |
| Ältester Titelträger                      | Scott Steiner                           | 55 Jahre und 267 Tage          |
| Jüngster Titelträger                      | Trevor Lee                              | 21 Jahre und 301 Tage          |
| Schwerste Titelträger                     | Brother Ray                             | 149 Kilogramm                  |
| Leichtester Titelträger                   | Adam Jones und Robbie E                 | 84 Kilogramm                   |

## Liste der Titelträger
| #  | Titelträger                                                                  | Datum              | Ort                  | Event                        | Nr.         | Tage | Bemerkung | EN     |
| -- | ---------------------------------------------------------------------------- | ------------------ | -------------------- | ---------------------------- | ----------- | ---- | --- | ------ |
| 1  | Brother Ray und Brother Devon (Team 3D)                                      | 17. Mai 2007       | Orlando, FL          | TNA Today                    | 1           | 59   | Am 13. Mai 2007 erkannte die NWA Team 3D die NWA World Tag Team Titles ab. TNA erklärte Team 3D darauf am 17. Mai 2007 in ihrer Online Web Show „TNA Today“ zu den ersten TNA World Tag Team Champions. |        |
| 2  | Samoa Joe                                                                    | 15. Juli 2007      | Orlando, FL          | Victory Road                 | 1           | 28   | Match of Champions (wer als erstes gepinnt wird, verliert seinen Titel) Samoa Joe (TNA X-Division Champion) & Kurt Angle (TNA World Heavyweight Champion) vs. Team 3D (TNA World Tag Team Champions). Samoa Joe gelang es Brother Devon erfolgreich zu pinnen und somit wurde er alleiniger TNA World Tag Team Champion. |        |
| 3  | Kurt Angle                                                                   | 12. August 2007    | Orlando, FL          | Hard Justice                 | 1           | 15   | „Winner takes all – every Title on the Line“ Match Kurt Angle (TNA World Heavyweight Champion & IWGP Heavyweight Champion) vs. Samoa Joe (TNA X-Division Champion & TNA World Tag Team Champion). Sting besiegte AJ Styles, Christian Cage und Samoa Joe und wurde somit zusammen mit Kurt Angle TNA World Tag Team Champions. Kurt Angle besiegte Samoa Joe nach einem Stuhlschlag und wurde neuer TNA World Tag Team Champion sowie neuer TNA X-Division Champion. Damit hielt er zu diesem Zeitpunkt alle drei Titel von TNA gleichzeitig. |        |
| 4  | Kurt Angle und Sting                                                         | 27. August 2007    | Orlando, FL          | Impact!                      | 1           | 13   | Sting wurde am 27. August 2007 Kurt Angles Partner, nachdem er in einem Match gegen AJ Styles, Christian Cage und Samoa Joe antrat. |        |
| 5  | Adam Jones und Ron Killings (Team Pacman)                                    | 9. September 2007  | Orlando, FL          | No Surrender                 | 1           | 35   | Team Pacman (Ron Killings und Pacman Jones) besiegten Sting und Kurt Angle, nachdem Angle seinem Partner einen Olympic Slam verpasste und Pacman Jones Sting erfolgreich pinnen konnte. |        |
| 6  | AJ Styles und Tomko (Christian’s Coalition)                                  | 14. Oktober 2007   | Duluth, GA           | Bound for Glory              | 1           | 184  | Rasheed Lucius Creed ersetzte Jones in diesem Titelmatch.. |        |
| 7  | Eric Young/Super Eric und Kaz                                                | 15. April 2008     | Orlando, FL          | TNA iMPACT!                  | 1           | 0    | Kaz & Eric Young (verkleidet als Super Eric) besiegten AJ Styles & Tomko und The Latin American Exchange (Homicide und Hernandez) in einem Three Way-Match. Diese Regentschaft wird nicht von TNA anerkannt. Ausgestrahlt am 17. April 2008. |        |
| —  | Titel vakant                                                                 | 15. April 2008     | Orlando, FL          | TNA iMPACT!                  | —           | —    | Commissioner Jim Cornette erklärte den Titelwechsel wegen einer „Kontroverse“ um die Identität von Eric Young bzw. Super Eric für ungültig und die Titel als vakant an. |        |
| 8  | Hernandez und Homicide (The Latin American Xchange)                          | 11. Mai 2008       | Orlando, FL          | Sacrifice                    | 1           | 91   | LAX besiegten Team 3D im Finale des Deuces Wild Tag Team Turniers. |        |
| 9  | Robert Roode und James Storm (Beer Money Inc.)                               | 10. August 2008    | Trenton, NJ          | Hard Justice                 | 1           | 128  | |        |
| 10 | Jay Lethal und Consequences Creed (Lethal Consequences)                      | 16. Dezember 2008  | Orlando, FL          | TNA iMPACT!                  | 1           | 26   | Jay Lethal wählte Consequences Creed als Tag Team-Partner und löste seinen Feast-or-Fired-Vertrag ein, um Beer Money zu einem Titelmatch herauszufordern. Ausgestrahlt am 9. Januar 2009. |        |
| 11 | Robert Roode und James Storm (Beer Money Inc.)                               | 11. Januar 2009    | Charlotte, NC        | Genesis                      | 2           | 98   | |        |
| 12 | Brother Ray und Brother Devon (Team 3D)                                      | 19. April 2009     | Philadelphia, PA     | Lockdown                     | 2           | 63   | Dies war ein Philadelphia Street Fight. |        |
| 13 | Robert Roode und James Storm (Beer Money Inc.)                               | 21. Juni 2009      | Auburn Hills, MI     | Slammiversary                | 3           | 28   | |        |
| 14 | Booker T und Scott Steiner (The Main Event Mafia)                            | 19. Juli 2009      | Orlando, FL          | Victory Road                 | 1           | 91   | |        |
| 15 | Brutus Magnus und Doug Williams (The British Invasion)                       | 18. Oktober 2009   | Irvine, CA           | Bound for Glory              | 1           | 91   | Besiegten Beer Money, Inc. (Robert Roode and James Storm), The Main Event Mafia (Booker T und Scott Steiner) und Team 3D (Brother Devon und Brother Ray) in einem Full Metal Mayhem-Match. Es ging außerdem um die IWGP Tag Team Championship. |        |
| 16 | Hernandez und Matt Morgan                                                    | 17. Januar 2010    | Orlando, FL          | Genesis                      | 1 (2,1)     | 78   | |        |
| 17 | Matt Morgan                                                                  | 5. April 2010      | Orlando, FL          | TNA iMPACT!                  | 1           | 29   | Morgan erklärte sich zum alleinigen Titelträger, nachdem er Hernandez laut Storyline verletzte. |        |
| 18 | Kevin Nash, Scott Hall und Eric Young (The Band)                             | 4. Mai 2010        | Orlando, FL          | TNA iMPACT!                  | 1 (1,1,2)   | 41   | Nash löste seinen „Feast or Fired“-Vertrag ein. Ausgestrahlt am 13. Mai 2010. |        |
| —  | Titel vakant                                                                 | 14. Juni 2010      | Orlando, FL          | TNA iMPACT!                  | —           | —    | Aufgrund von rechtlichen Problemen Scott Hall’s, die auch zu dessen Entlassung führten, wurden die Titel für vakant erklärt. |        |
| 19 | Alex Shelley und Chris Sabin (The Motor City Machine Guns)                   | 11. Juli 2010      | Orlando, FL          | Victory Road                 | 1           | 183  | Die Motor City Machine Guns gewinnen bei Victory Road ein Titelmatch gegen Beer Money. |        |
| 20 | Bobby Roode und James Storm (Beer Money Inc.)                                | 9. Januar 2011     | Orlando, FL          | Genesis                      | 4           | 212  | |        |
| 21 | Anarquia und Hernandez (Mexican America)                                     | 9. August 2011     | Orlando, FL          | Impact Wrestling             | 1 (1,3)     | 97   | Ausgestrahlt am 18. August 2011. |        |
| 22 | Crimson und Matt Morgan                                                      | 14. November 2011  | Orlando, FL          | Impact Wrestling             | 1 (1,2)     | 90   | Ausstrahlung am 17. November 2011. |        |
| 23 | Magnus und Samoa Joe                                                         | 12. Februar 2012   | Orlando, FL          | Against All Odds             | 1 (2,2)     | 91   | |        |
| 24 | Christopher Daniels und Kazarian                                             | 13. Mai 2012       | Orlando, FL          | Sacrifice                    | 1 (1,2)     | 28   | |        |
| 25 | AJ Styles und Kurt Angle                                                     | 10. Juni 2012      | Arlington, TX        | Slammiversary X              | 1 (2,2)     | 18   | |        |
| 26 | Christopher Daniels und Kazarian (The World Tag Team Champions of the World) | 28. Juni 2012      | Orlando, FL          | Impact Wrestling             | 2 (2,3)     | 108  | |        |
| 27 | Chavo Guerrero und Hernandez                                                 | 14. Oktober 2012   | Phoenix, AZ          | Bound for Glory              | 1 (1,4)     | 103  | Dies war ein Three Way Dance, in dem auch AJ Styles & Kurt Angle beteiligt waren. |        |
| 28 | Austin Aries und Bobby Roode                                                 | 25. Januar 2013    | Manchester, England  | Impact Wrestling             | 1 (1,5)     | 76   | Ausstrahlung am 7. Februar 2013. |        |
| 29 | Chavo Guerrero und Hernandez                                                 | 11. April 2013     | Corpus Christi, TX   | Impact Wrestling             | 2 (2,5)     | 52   | Dies war ein 2 out 3 Falls-Match. |        |
| 30 | Gunner und James Storm                                                       | 2. Juni 2013       | Boston, MA           | Slammiversary XI             | 1 (1,5)     | 140  | Dies war ein Four Way Tag Team Elimination-Match, an dem auch Austin Aries & Bobby Roode sowie Bad Influence (Christopher Daniels & Kazarian) beteiligt waren. |        |
| 31 | Jessie Godderz und Robbie E (The BroMans)                                    | 20. Oktober 2013   | San Diego, CA        | Bound for Glory              | 1           | 126  | |        |
| 32 | Davey Richards und Eddie Edwards (The Wolves)                                | 23. Februar 2014   | Morgantown, WV       | Houseshow                    | 1           | 7    | |        |
| 33 | Jessie Godderz und Robbie E (The BroMans)                                    | 2. März 2014       | Tokio, Japan         | TNA vs. Wrestle-1 – Outbreak | 2           | 56   | Dies war ein Three Way Dance, in dem auch Team 246 (Kaz Hayashi & Shuji Kondo) beteiligt waren. |        |
| 34 | Davey Richards und Eddie Edwards (The Wolves)                                | 27. April 2014     | Orlando, FL          | Sacrifice 2014               | 2           | 145  | Dies war ein Three On Two Handicap No Disqualification Match, an dem auch DJ Z beteiligt war. |        |
| 35 | Abyss und James Storm (6) (The Revolution)                                   | 19. September 2014 | Bethlehem, PA        | Impact Wrestling             | 1           | 133  | Storm löste seinen Feast or Fired-Koffer für ein Tag Team Championship-Match ein. Ausstrahlung 12. November 2014. |        |
| 36 | Davey Richards und Eddie Edwards (The Wolves)                                | 30. Januar 2015    | Manchester, England  | Impact Wrestling             | 3           | 42   | |        |
| —  | Titel vakant                                                                 | 13. März 2015      | Orlando, FL          | Impact Wrestling             | —           | —    | Aufgrund einer Verletzung Eddie Edwards’ mussten die Wolves die Titel niederlegen. |        |
| 37 | Matt Hardy und Jeff Hardy (The Hardys)                                       | 16. März 2015      | Orlando, FL          | Impact Wrestling             | 1           | 53   | Die Hardy Boyz besiegten im Turnierfinale in einem Ultimate X Match Austin Aries & Bobby Roode, Bram & Ethan Carter III, und Kenny King und Low Ki um die vakanten Titel zu gewinnen. |        |
| —  | Titel vakant                                                                 | 8. Mai 2015        | Orlando, FL          | Impact Wrestling             | —           | —    | Jeff Hardy zog sich einen Fersenbruch zu, weswegen er und Matt die Titel nicht mehr verteidigen konnten. |        |
| 38 | Davey Richards und Eddie Edwards (The Wolves)                                | 25. Juni 2015      | Orlando, FL          | Impact Wrestling             | 4           | 33   | Die Wolves gewannen eine Best Of Five Match-Serie gegen Austin Aries & Bobby Roode mit 3:2. Das Finale Match dabei war ein 30 Minute Iron Man Match. |        |
| 39 | Brian Myers und Trevor Lee                                                   | 28. Juli 2015      | Orlando, FL          | Impact Wrestling             | 1           | 1    | |        |
| 40 | Davey Richards und Eddie Edwards (The Wolves)                                | 29. Juli 2015      | Orlando, FL          | Impact Wrestling             | 5           | 186  | |        |
| 41 | Bobby Roode und James Storm (Beer Money Inc.)                                | 31. Januar 2016    | Birmingham, England  | Impact Wrestling             | 5 (6,7)     | 48   | Storm löste seinen Feast or Fired-Koffer für ein Tag Team Championship-Match ein. |        |
| 42 | Abyss und Crazzy Steve (Decay)                                               | 19. März 2016      | Orlando, FL          | Impact Wrestling             | 1 (2,1)     | 197  | |        |
| 43 | Matt Hardy und Brother Nero (The Broken Hardys)                              | 2. Oktober 2016    | Orlando, FL          | Bound for Glory              | 2           | 152  | Dies war ein Great War-Match. |        |
| —  | Titel vakant                                                                 | 3. März 2017       | Orlando, FL          | Impact Wrestling             | —           | —    | Der Titel wurde für vakant erklärt, nachdem die The Broken Hardys TNA verließen. Ausstrahlung am 16. März 2017 |        |
| 44 | Ortiz und Santana (LAX)                                                      | 3. März 2017       | Orlando, FL          | Impact Wrestling             | 1           | 169  | Besiegten Decay, Reno Scum (Adam Thornstowe & Luster The Legend) und Garza Jr. und Laredo Kid in einem Tag Team-4-way-Match, um den vakanten Titel zu gewinnen. Ausstrahlung am 30. März 2017. |        |
| 45 | Dave Crist und Jake Crist (OVE)                                              | 20. August 2017    | Orlando, FL          | Victory Road 2017            | 1           | 81   | Ausstrahlung am 28. September 2017. |        |
| 46 | Ortiz und Santana (LAX)                                                      | 9. November 2017   | Ottawa, Kanada       | Impact Wrestling             | 2           | 164  | Ausgestrahlt am 4. Januar 2018 |        |
| 47 | Eli Drake und Scott Steiner (LAX)                                            | 22. April 2018     | Orlando, FL          | Redemption                   | 1 (1,2)     | 2    | Eli Drake löste seinen Feast or Fired ein. |        |
| 48 | Andrew Everett und DJ Z (Z & A)                                              | 24. April 2018     | Orlando, FL          | Impact Wrestling             | 1           | 2    | Ausgestrahlt am 17. Mai 2018. |        |
| 49 | Ortiz und Santana (LAX)                                                      | 26. April 2018     | Orlando, FL          | Impact Wrestling             | 3           | 261  | Ausgestrahlt am 7. Juni 2018 |        |
| 50 | Fénix und Pentagón Jr. (The Lucha Bros)                                      | 12. Januar 2019    | Mexiko-Stadt, Mexiko | Impact Wrestling             | 1           | 106  | Ausgestrahlt am 8. Februar 2019 |        |
| 51 | Ortiz und Santana (LAX)                                                      | 28. April 2019     | Toronto, ON          | Impact Wrestling Rebellion   | 4           | 68   | Besiegten The Lucha Bros. in einem Full Metal Mayhem Match. |        |
| 52 | Ethan Page und Josh Alexander (The North)                                    | 5. Juli 2019       | San Antonio, TX      | Bash at the Brewery          | 1           | 383  | |        |
| 53 | Alex Shelley and Chris Sabin (The Motor City Machine Guns)                   | 19. Juli 2020      | Nashville, TN        | Impact!                      | 2           | 97   | Ausgestrahlt am 21. Juli 2020 |        |
| 54 | Ethan Page und Josh Alexander (The North)                                    | 24. Oktober 2020   | Nashville, TN        | Bound for Glory              | 2           | 21   | |        |
| 55 | Doc Gallows und Karl Anderson (The Good Brothers)                            | 14. November 2020  | Nashville, TN        | Turning Point                | 1           | 119  | |        |
| 56 | David Finlay und Juice Robinson (FinJuice)                                   | 13. März 2021      | Nashville, TN        | Sacrifice                    | 1           | 65   | Der 13. März 2021 wurde als Titelzeitpunkt angegeben, obwohl es sich um eine Aufzeichnung unbekannten Datums handelte. Am gleichen Abend war FinJuice auch beim New Japan Cup live zu sehen. | [ 4 ]  |
| 57 | Eric Young, Joe Doering, Rhino und Deaner (Violent by Design)                | 17. März 2021      | Nashville, TN        | Impact!                      | 1 (3,1,1,1) | 61   | Ausgestrahlt am 20. Mai 2021, Rhino verwendete seinen Call Your Shot Gauntlet und er gewann zusammen mit Doering den Titel. Eric Young, der Anführer der Gruppierung, erklärte dies als Teamleistung, der Titel wurde anschließend nach der Freebird Rule verteidigt. | [ 5 ]  |
| 58 | Doc Gallows und Karl Anderson (The Good Brothers)                            | 17. Juli 2021      | Nashville, TN        | Slammiversary                | 2           | 231  | Four Way Match, das auch noch Rich Swann und Willie Mack sowie Fallah Bahh beinhaltete. Doering und Rhino traten für VBD an. | [ 6 ]  |
| 59 | Eric Young (4), Joe Doering und Deaner (Violent by Design)                   | 5. März 2022       | Louisville, KY       | Sacrifice                    | 2 (4,2,2)   | 63   | Im Match um den Titel traten Eric Young und Doering an, Deaner wurde gemäß Freebird Rule auch Titelträger. | [ 7 ]  |
| 60 | Jay Briscoe und Mark Briscoe (The Briscoes)                                  | 7. Mai 2022        | Newport, KY          | Under Siege                  | 1           | 43   | Besiegten Young and Deaner. | [ 8 ]  |
| 61 | Doc Gallows und Karl Anderson (The Good Brothers)                            | 19. Juni 2022      | Nashville, TN        | Slammiversary                | 3           | 68   | | [ 9 ]  |
| 62 | Matt Taven und Mike Bennett (Honor No More)                                  | 26. August 2022    | Dallas, TX           | Impact!                      | 1           | 43   | |        |
| 63 | Heath und Rhino                                                              | 8. Oktober 2022    | Albany, NY           | Impact!                      | 1 (1,2)     | 62   | |        |
| 64 | Alex Shelley und Chris Sabin (The Motor City Machine Guys)                   | 9. Dezember 2022   | Pembroke Pines, FL   | Impact!                      | 3           | 78   | |        |
| 65 | Ace Austin und Chris Bey (ABC)                                               | 25. Februar 2023   | Pembroke Pines, FL   | Impact!                      | 1           | 140  | |        |
| 66 | Mark Andrews und Flash Morgan Webster (Subculture)                           | 15. Juli 2023      | Windsor, ON          | Slammiversary                | 1           | 43   | |        |
| 67 | Trey Miguel und Zachary Wentz (The Rascalz)                                  | 27. August 2023    | Toronto, ON          | Emergence                    | 1           | 55   | |        |
| 68 | Ace Austin und Chris Bey (ABC)                                               | 21. Oktober 2023   | Cicero, IL           | Bound for Glory              | 2           | 139  | Chris Bey nutzte den Feast or Fired-Koffer. | [ 10 ] |
| 69 | Brian Myers und Eddie Edwards (The System)                                   | 8. März 2024       | Windsor, ON          | Sacrifice                    | 1 (2,6)     | 134  | |        |
| 70 | Ace Austin und Chris Bey (ABC)                                               | 20. Juli 2024      | Montreal, QC         | Slammiversary                | 3           | 55   | |        |
| 71 | Brian Myers und Eddie Edwards (The System)                                   | 13. September 2024 | San Antonio, TX      | Victory Road                 | 2 (3,7)     | 43   | |        |
| 72 | Matt Hardy und Jeff Hardy (The Hardys)                                       | 26. Oktober 2024   | Detroit, MI          | Bound for Glory              | 3           | 183  | |        |
| 73 | Nic Nemeth und Ryan Nemeth (The Nemeth Brothers)                             | 27. April 2025     | Los Angeles, CA      | Rebellion                    | 1           | 6+   | |        |

## Kombinierte Regentschaften

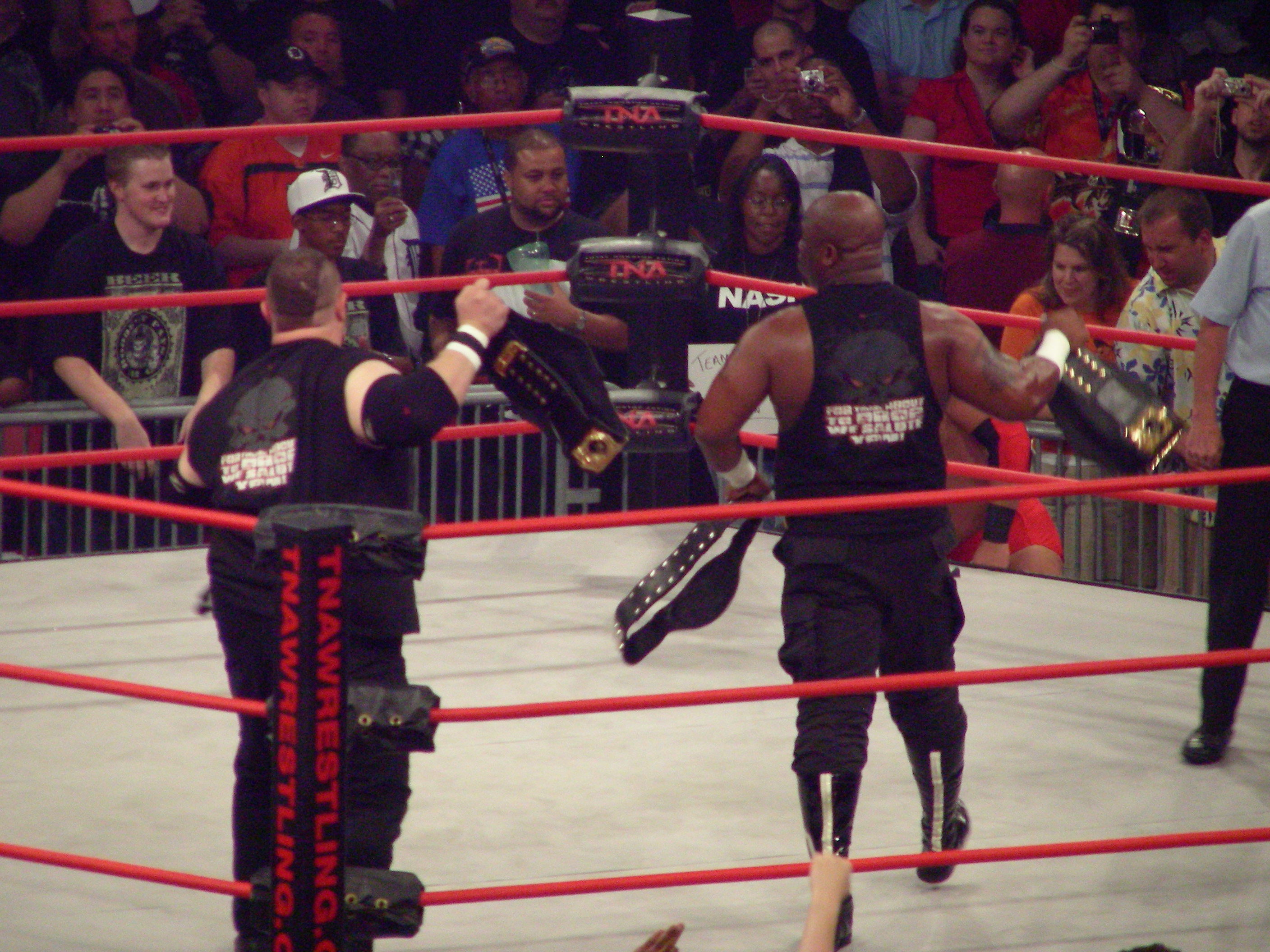
Team 3D sind die ersten Titelträger und hielten den Titel zweimal für insgesamt 122 Tage.

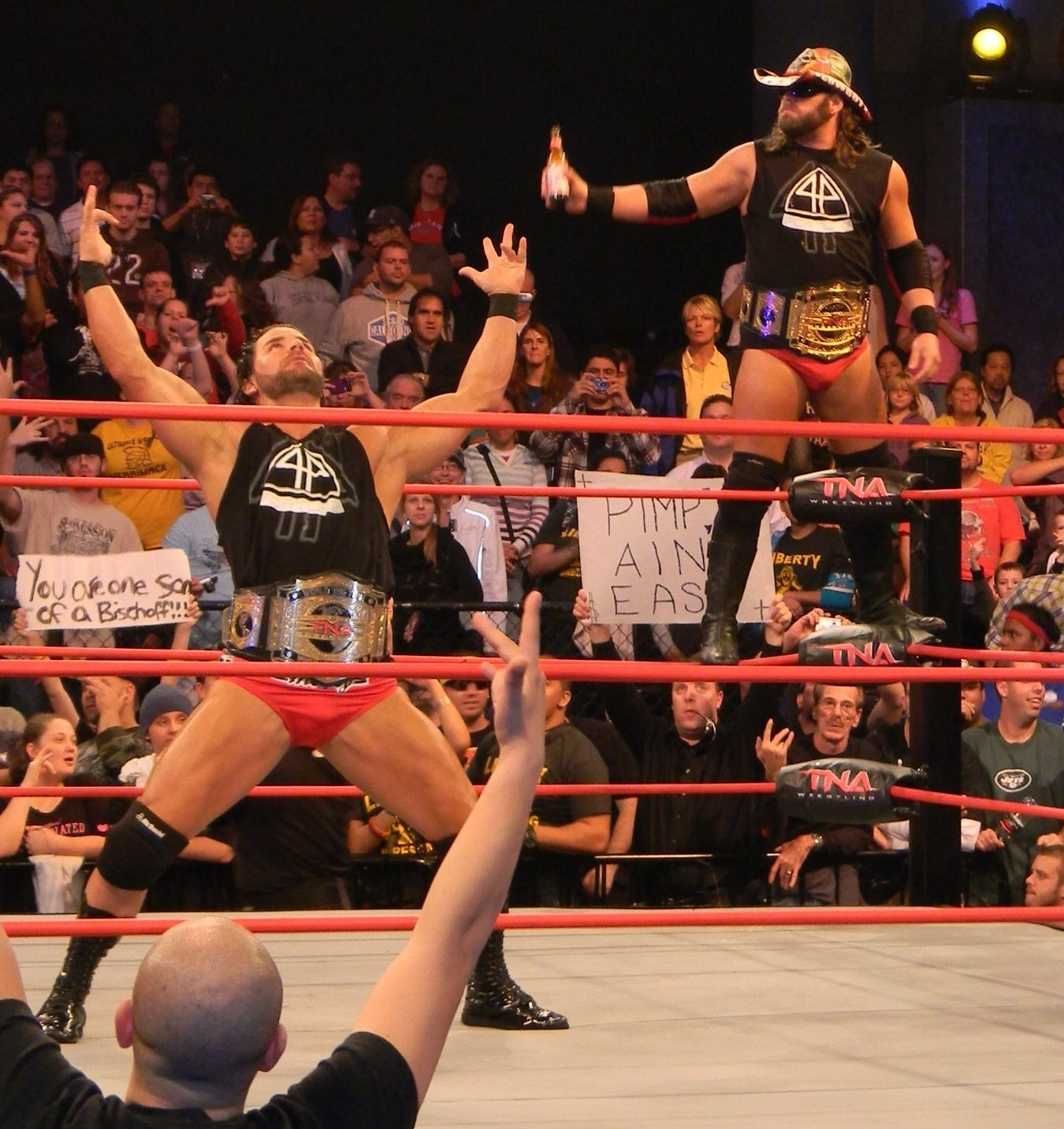
Beer Money Inc. hielten den Titel fünfmal für insgesamt 514 Tage.

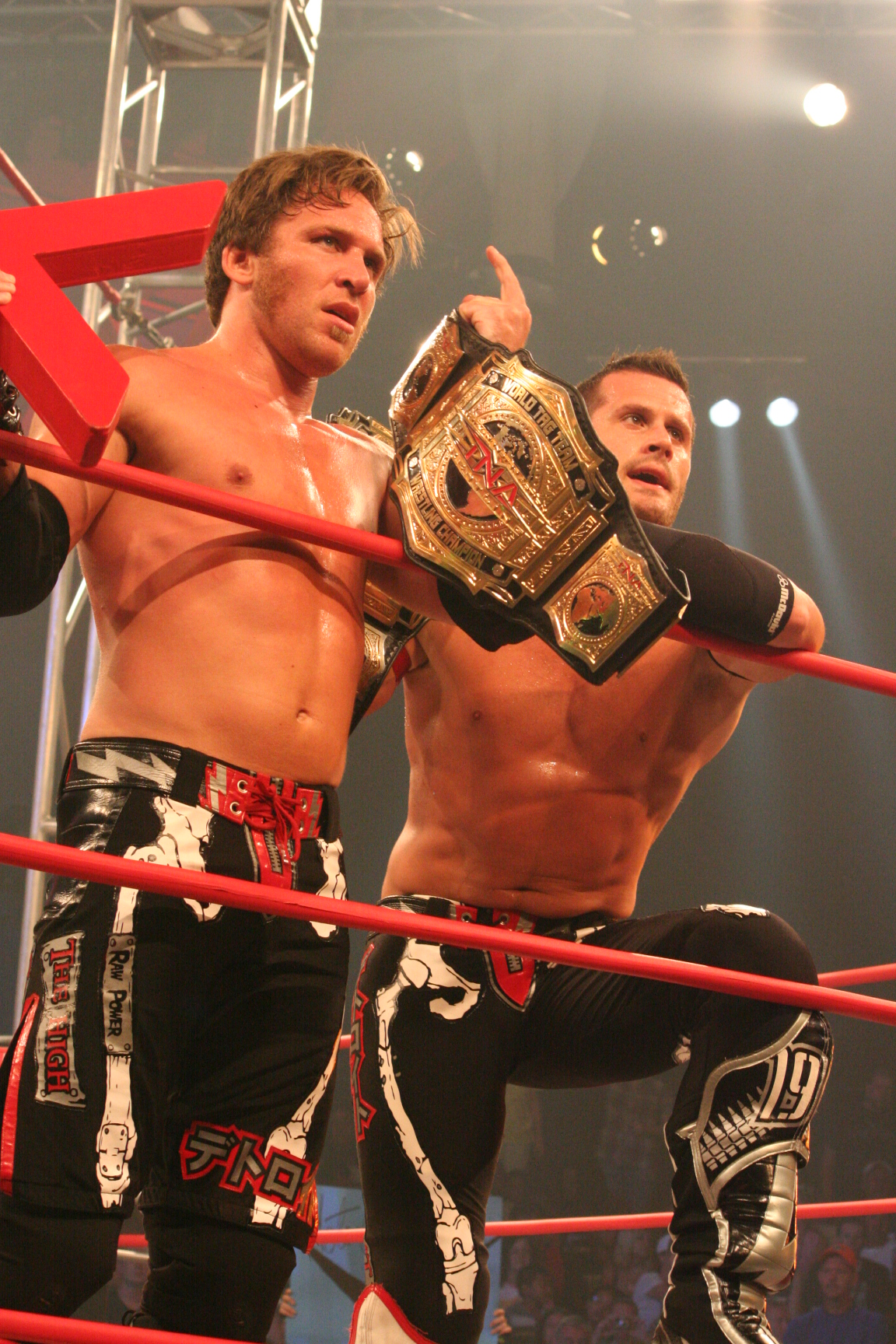
The Motor City Machine Guns hielten den Titel für insgesamt 182 Tage.

### Teams
| Rang | Team | Anzahl | Tage gesamt |
| ---- | --- | ------ | ----------- |
| 1    | The Latin American Xchange (Ortiz & Santana)                                                                                       | 4      | 662         |
| 2    | Beer Money, Inc. (Robert Roode/Bobby Roode & James Storm)                                                                          | 5      | 514         |
| 3    | The Good Brothers Doc Gallows & Karl Anderson                                                                                      | 3      | 418         |
| 4    | The Wolves (Davey Richards & Eddie Edwards)                                                                                        | 5      | 413         |
| 5    | The North (Ethan Page & Josh Alexander)                                                                                            | 2      | 401         |
| 6    | The Hardys (Brother Nero/Jeff Hardy & Matt Hardy/Broken Matt)                                                                      | 3      | 388         |
| 7    | The Motor City Machine Guns (Alex Shelley & Chris Sabin)                                                                           | 3      | 357         |
| 8    | ABC (Ace Austin & Chris Bey) | 3      | 334         |
| 9    | Decay (Abyss & Crazzy Steve) | 1      | 197         |
| 10   | Christian’s Coalition (A.J. Styles & Tomko)                                                                                        | 1      | 184         |
| 11   | The BroMans (Robbie E & Jessie Godderz)                                                                                            | 2      | 182         |
| 12   | The System (Brian Myers & Eddie Edwards)                                                                                           | 2      | 176         |
| 13   | Chavo Guerrero Jr. & Hernandez | 2      | 155         |
| 14   | Gunner & James Storm | 1      | 140         |
| 15   | Bad Influence Christopher Daniels & Kazarian                                                                                       | 2      | 136         |
| 16   | The Revolution (Abyss & James Storm)                                                                                               | 1      | 133         |
| 17   | Violent by Design (Regentschaft 1: Eric Young, Rhino, Joe Doering und Deaner) (Regentschaft 2: Eric Young, Joe Doering und Deaner) | 1      | 124         |
| 18   | Team 3D (Brother Devon & Brother Ray)                                                                                              | 2      | 122         |
| 19   | The Lucha Brothers (Fénix & Pentagón Jr.)                                                                                          | 1      | 106         |
| 20   | Mexican America (Anarquia & Hernandez)                                                                                             | 1      | 97          |
| 21   | The British Invasion (Magnus & Doug Williams)                                                                                      | 1      | 91          |
| 21   | The Latin American Xchange (Hernandez & Homicide)                                                                                  | 1      | 91          |
| 21   | Nick Aldis & Samoa Joe | 1      | 91          |
| 21   | The Main Event Mafia (Booker T & Scott Steiner)                                                                                    | 1      | 91          |
| 25   | Crimson & Matt Morgan | 1      | 90          |
| 26   | Ohio Versus Everything (Dave Crist & Jake Crist)                                                                                   | 1      | 81          |
| 27   | Hernandez & Matt Morgan | 1      | 78          |
| 28   | Austin Aries & Bobby Roode | 1      | 76          |
| 29   | FinJuice (David Finlay & Juice Robinson)                                                                                           | 1      | 65          |
| 31   | The Rascalz (Trey Miguel & Zachary Wentz)                                                                                          | 1      | 55          |
| 32   | Subculture (Mark Andrews & Flash Morgan Webster)                                                                                   | 1      | 43          |
| 32   | The Briscoes (Jay Briscoe & Mark Briscoe)                                                                                          | 1      | 43          |
| 32   | The Kingdom (Mike Bennett & Matt Taven)                                                                                            | 1      | 43          |
| 35   | The Band (Eric Young, Kevin Nash & Scott Hall)                                                                                     | 1      | 43          |
| 36   | Team Pacman (Adam Jones & Ron Killings)                                                                                            | 1      | 35          |
| 37   | Matt Morgan | 1      | 29          |
| 38   | Samoa Joe | 1      | 28          |
| 39   | Consequences Creed & Jay Lethal | 1      | 26          |
| 40   | A. J. Styles & Kurt Angle | 1      | 18          |
| 41   | Kurt Angle | 1      | 15          |
| 42   | Kurt Angle & Sting | 1      | 13          |
| 43   | The Nemeth Brothers (Nic Nemeth & Ryan Nemeth)                                                                                     | 1      | 6+          |
| 44   | Z&E (Andrew Everett & DJZ) | 1      | 2           |
| 44   | Eli Drake & Scott Steiner | 1      | 2           |
| 46   | Curt Hawkins & Trevor Lee | 1      | 1           |
| 47   | Kazarian & Eric Young | 1      | <1          |

### Einzelwrestler
| Platz | Name                    | Anzahl | Tage insgesamt |
| ----- | ----------------------- | ------ | -------------- |
| 1     | James Storm             | 7      | 787            |
| 2     | Ortiz                   | 4      | 662            |
| 2     | Santana                 | 4      | 662            |
| 4     | Robert/Bobby Roode      | 6      | 590            |
| 4     | Eddie Edwards           | 7      | 590            |
| 6     | Hernandez               | 5      | 450            |
| 7     | Doc Gallows             | 3      | 418            |
| 7     | Karl Anderson           | 3      | 418            |
| 9     | Davey Richards          | 5      | 413            |
| 10    | Ethan Page              | 2      | 401            |
| 10    | Josh Alexander          | 2      | 401            |
| 12    | Brother Nero/Jeff Hardy | 3      | 388            |
| 12    | Matt Hardy/Broken Matt  | 3      | 388            |
| 14    | Alex Shelley            | 3      | 357            |
| 14    | Chris Sabin             | 3      | 357            |
| 16    | Ace Austin              | 3      | 334            |
| 16    | Chris Bey               | 3      | 334            |
| 18    | Abyss                   | 2      | 330            |
| 19    | AJ Styles               | 2      | 202            |
| 20    | Matt Morgan             | 2      | 197            |
| 20    | Crazzy Steve            | 1      | 197            |
| 22    | Tomko                   | 1      | 184            |
| 23    | Jessie Godderz          | 2      | 182            |
| 23    | Magnus                  | 2      | 182            |
| 23    | Robbie E                | 2      | 182            |
| 26    | Brian Meyers            | 3      | 178            |
| 27    | Eric Young/Super Eric   | 4      | 165            |
| 28    | Chavo Guerrero          | 2      | 155            |
| 29    | Gunner                  | 1      | 140            |
| 30    | Kazarian                | 3      | 136            |
| 30    | Christopher Daniels     | 2      | 136            |
| 32    | Joe Doering             | 2      | 124            |
| 32    | Deaner                  | 2      | 124            |
| 34    | Rhino                   | 2      | 123            |
| 35    | Brother Devon           | 2      | 122            |
| 35    | Brother Ray             | 2      | 122            |
| 37    | Samoa Joe               | 2      | 119            |
| 38    | Fenix                   | 1      | 106            |
| 38    | Pentagon Jr.            | 1      | 106            |
| 40    | Anarquia                | 1      | 97             |
| 41    | Scott Steiner           | 2      | 93             |
| 42    | Homicide                | 1      | 91             |
| 42    | Doug Williams           | 1      | 91             |
| 42    | Booker T                | 1      | 91             |
| 45    | Crimson                 | 1      | 90             |
| 46    | Dave Crist              | 1      | 81             |
| 46    | Jake Crist              | 1      | 81             |
| 48    | Austin Aries            | 1      | 76             |
| 49    | David Finlay            | 1      | 68             |
| 49    | Juice Robinson          | 1      | 68             |
| 51    | Heath                   | 1      | 62             |
| 52    | Trey Miguel             | 1      | 55             |
| 52    | Zachary Wentz           | 1      | 55             |
| 54    | Kurt Angle              | 2      | 46             |
| 55    | Flash Morgan Webster    | 1      | 43             |
| 55    | Mark Andrews            | 1      | 43             |
| 55    | Matt Taven              | 1      | 43             |
| 55    | Mike Bennett            | 1      | 43             |
| 55    | Jay Briscoe             | 1      | 43             |
| 55    | Mark Briscoe            | 1      | 43             |
| 61    | Kevin Nash              | 1      | 41             |
| 61    | Scott Hall              | 1      | 41             |
| 63    | Pacman Jones            | 1      | 35             |
| 63    | Ron Killings            | 1      | 35             |
| 65    | Consequences Creed      | 1      | 26             |
| 65    | Jay Lethal              | 1      | 26             |
| 67    | Sting                   | 1      | 13             |
| 68    | Nic Nemeth              | 1      | 6+             |
| 68    | Ryan Nemeth             | 1      | 6+             |
| 70    | Eli Drake               | 1      | 2              |
| 70    | Andrew Everett          | 1      | 2              |
| 70    | DJ Z                    | 1      | 2              |
| 73    | Trevor Lee              | 1      | 1              |